# A Love Song for Bobby Long
A Love Song for Bobby Long (bra: Uma Canção de Amor para Bobby Long) é um filme independente americano baseado no romance Off Magazine Street de Ronald Everett Capps. O filme foi dirigido e teve o roteiro adaptado por Shainee Gabel. É protagonizado por John Travolta, Scarlett Johansson e Gabriel Macht. A performance de Scarlett Johansson no filme lhe rendeu uma indicação de melhor atriz para o Globo de Ouro. O filme arrecadou $1,841,260 de dólares mundialmente.

## Sinopse
Bobby Long (John Travolta) e Lawson Pines (Gabriel Macht) vivem bebendo e compartilhando citações literárias em uma casa que foi propriedade de um cantor falecido, até que um dia a filha de um dos proprietários, Pursy (Scarlett Johansson}, aparece para revindicar o imóvel.

## Elenco
- John Travolta — Bobby Long
- Scarlett Johansson — Purslane Hominy Will
- Gabriel Macht — Lawson Pines
- Deborah Kara Unger — Georgianna
- Dane Rhodes — Cecil
- David E. Jensen — Junior
- Clayne Crawford — Lee
- Sonny Shroyer — Earl
- Walter Breaux — Ray
- Carol Sutton — Ruthie
- Warren Kole — Sean
- Bernard Johnson — Tiny
- Gina 'Ginger' Bernal — Waitress

## Recepção
No agregador de críticas Rotten Tomatoes, que categoriza as opiniões apenas como positivas ou negativas, o filme tem um índice de aprovação de 43% calculado com base em 100 comentários dos críticos que é seguido do consenso: "A Love Song for Bobby Long dura alguns compassos com a força de seu elenco principal, mas a preponderância de clichês excêntricos da história cai por terra." Já no agregador Metacritic, com base em 31 opiniões de críticos que escrevem em maioria para a imprensa tradicional, o filme tem uma média aritmética ponderada de 48 entre 100, com a indicação de "revisões mistas ou neutras".